# ماذا يقول لك الوطن؟
ماذا يقول لك الوطن؟ (بالإيطالية: Che Ti Dice La Patria?)‏ قصة قصيرة من تأليف الكاتب الأمريكي إرنست همنغواي. نُشِرت القصة في عام 1927 مضمَّنة في مجموعة همنغواي القصصية «رجال بلا نساء». العنوان الأوَّلي الذي اختاره همنغواي للقصة هو «إيطاليا-1927»، ثُمَّ عدل عن ذلك إلى العنوان الحالي قبل نشرها في المجموعة القصصية، ويُعتقد أن العنوان باللغة الإيطالية مُقتبس من إحدى مقولات بينيتو موسوليني، وفي القصة يهاجم همنغواي الفاشية. تدور أحداث القصة في إيطاليا، والقصة بأكملها وصف لرحلة قُرب مدينة سافونا خلال فترة حكم موسوليني، الشخصية الرئيسية في القصة مجهولة الاسم، وتسافر برفقه غاي وهو سائق السيارة، في أثناء الرحلة التي تستمرُّ لمدة عشرة أيام يواجه الاثنان طقساً سيئاً، وتفاعل سيئ مع العامة، وطعام سيئ أيضاً.